# Igeltjärnen (Torsåkers socken, Gästrikland, 671814-153414)
Igeltjärnen är en sjö i Hofors kommun i Gästrikland och ingår i Gavleåns huvudavrinningsområde. Sjöns area är 0,02 kvadratkilometer och den är belägen 120 meter över havet.